# Alfred Strauss
 (juillet 2023).
Pour les articles homonymes, voir Strauss.
Alfred Strauss, né le 29 mai 1897 à Karlsruhe (Grand-duché de Bade) et mort le 27 octobre 1957 à Chicago (États-Unis), est un professeur de psychiatrie allemand puis américain. Issu d'une famille juive, il est destitué de son poste au printemps 1933 par les nazis. Il trouve refuge en Espagne puis aux États-Unis.
Ses travaux scientifiques se sont principalement portés sur les causes du retard mental. Il a notamment étudié les démences d'origine traumatique chez des soldats lésés cérébraux de la Première Guerre mondiale, et a créé chez les enfants une catégorie de lésions cérébrales minimales[style à revoir]. Il a ainsi donné son nom au Syndrome de Strauss, plus connu sous le nom de Minimal Brain Damage.

## Formation universitaire
Alfred Strauss obtient son doctorat à l'Université de Heidelberg en 1922. L'année suivante, il est interne en psychiatrie et en neurologie sous la direction des professeurs Wilhelm Fleiner et Karl Wilmanns.
En 1924 il fréquente l'Université de Francfort où il devient l'assistant du professeur de neuropsychiatrie Kurt Goldstein.
Durant l'hiver 1925, Alfred Strauss est l'assistant du professeur Kaufmann, puis il rejoint la Polyclinique Psychiatrique de l'Université de Heidelberg où il devient l'élève du professeur August Homburger. De 1927 à 1930, il est chercheur-associé à la clinique psychiatrique de l'Université de Heidelberg.
De 1930 à 1933 Alfred Strauss est nommé Chef de la polyclinique de neuropsychiatrie 

## Exil sous le nazisme
En 1933, comme tous les fonctionnaires et médecins juifs, il est destitué par les nazis de son poste de l'Université de Heidelberg.
Il parvient à fuir à Barcelone (Espagne), où il occupe un poste de professeur à l'Université de Barcelone. Il contribue à la création de la première clinique psychiatrique pour enfants de Barcelone.
En 1936, la guerre civile éclate en Espagne et la clinique psychiatrique est saisie par des anarchistes, avec qui Alfred Strauss refuse de collaborer. Il quitte Barcelone pour se rendre en Suisse.

## Vie aux États-Unis
En janvier 1937, Alfred Strauss émigre sur invitation aux États-Unis pour travailler en qualité de chercheur-psychiatre à la Wayne County Training School, un hôpital psychiatrique pour enfants déficients mentaux situé à Northville, dans l'État du Michigan. Son équipe de recherche comprend le professeur de psychologie autrichien Heinz Werner, ayant fui lui aussi les persécutions de l'Allemagne nazie, ainsi que Laura Lehtinen, enseignante psychopédagogue.
Il est nommé directeur de l'établissement en 1943. Il est naturalisé citoyen américain la même année.
En 1946 Alfred Strauss démissionne de son poste pour fonder une école spécialisée pour enfants lésés cérébraux âgés de 6 à 12 ans, située à Racine, dans l'Etat du Wisconsin. Il en fonde une autre peu de temps après à Evanston, dans l'Etat de l'Illinois.Parallèlement il est maitre de conférence à l'Université de Wayne et au Collège d'Etat de Milwaukee.
Il décède à le 27 octobre 1957 à Chicago, à l'âge de 60 ans.